# Le Robert des grands écrivains de la langue française
Le Robert des grands écrivains de la langue française est un dictionnaire thématique, coécrit par Denis Roger-Vasselin et Philippe Hamon, édité par Le Robert en 2000.
Ce Robert comprend 150 auteurs, 350 œuvres, 6 000 citations, 150 bibliographies et un index des auteurs et des œuvres.